# 兰恰诺主教座堂
42°13′51″N 14°23′27″E / 42.230783°N 14.390764°E
兰恰诺主教座堂（Basilica Cattedrale della Madonna del Ponte）位于意大利阿布鲁佐大区基耶蒂省兰恰诺，是天主教兰恰诺-奥托纳总教区的主教座堂。主保为圣母。
该堂为新古典主义风格，建于18世纪。建筑师欧亨尼奥Eugenio Michitelli。

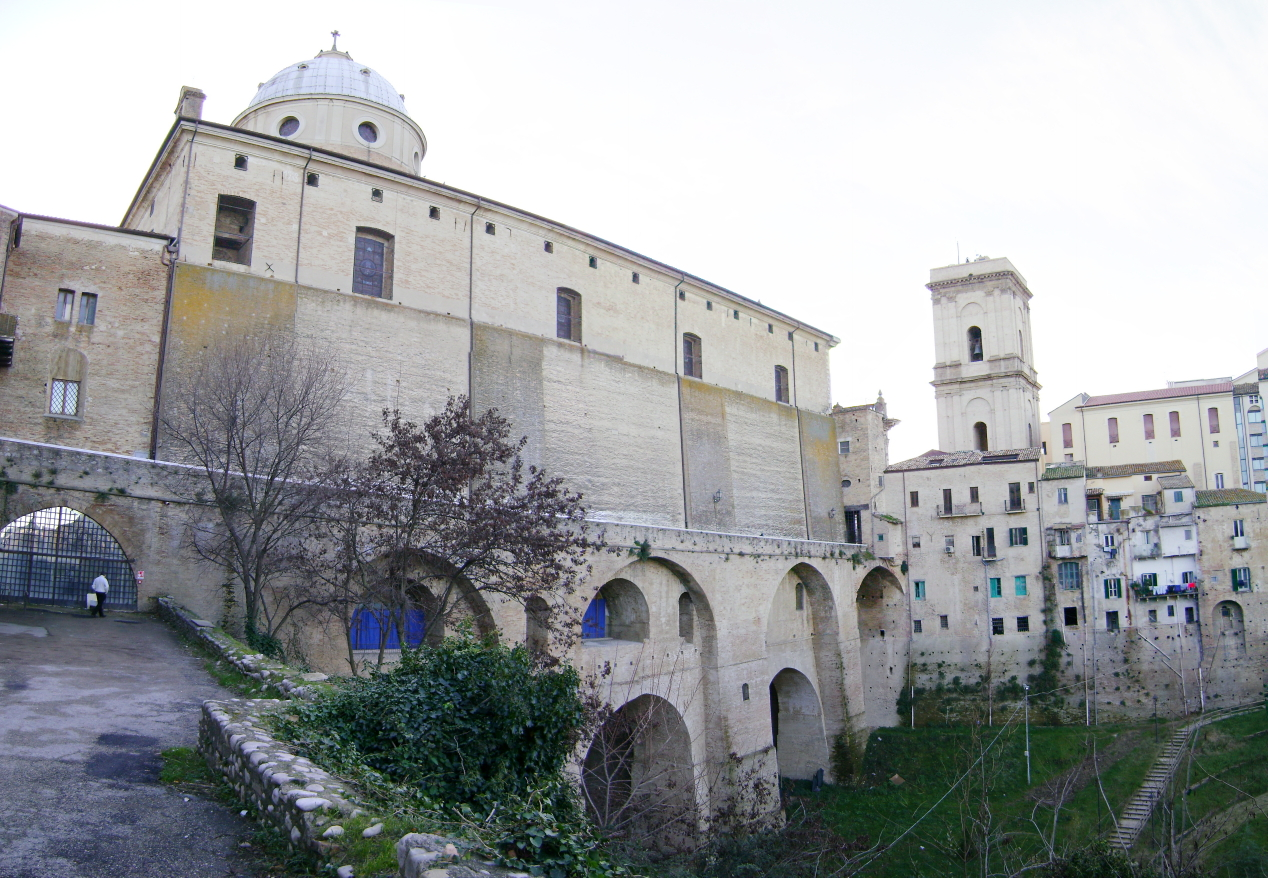

该堂的特别之处，是建在一座罗马古桥戴克里先桥的三个桥拱上。

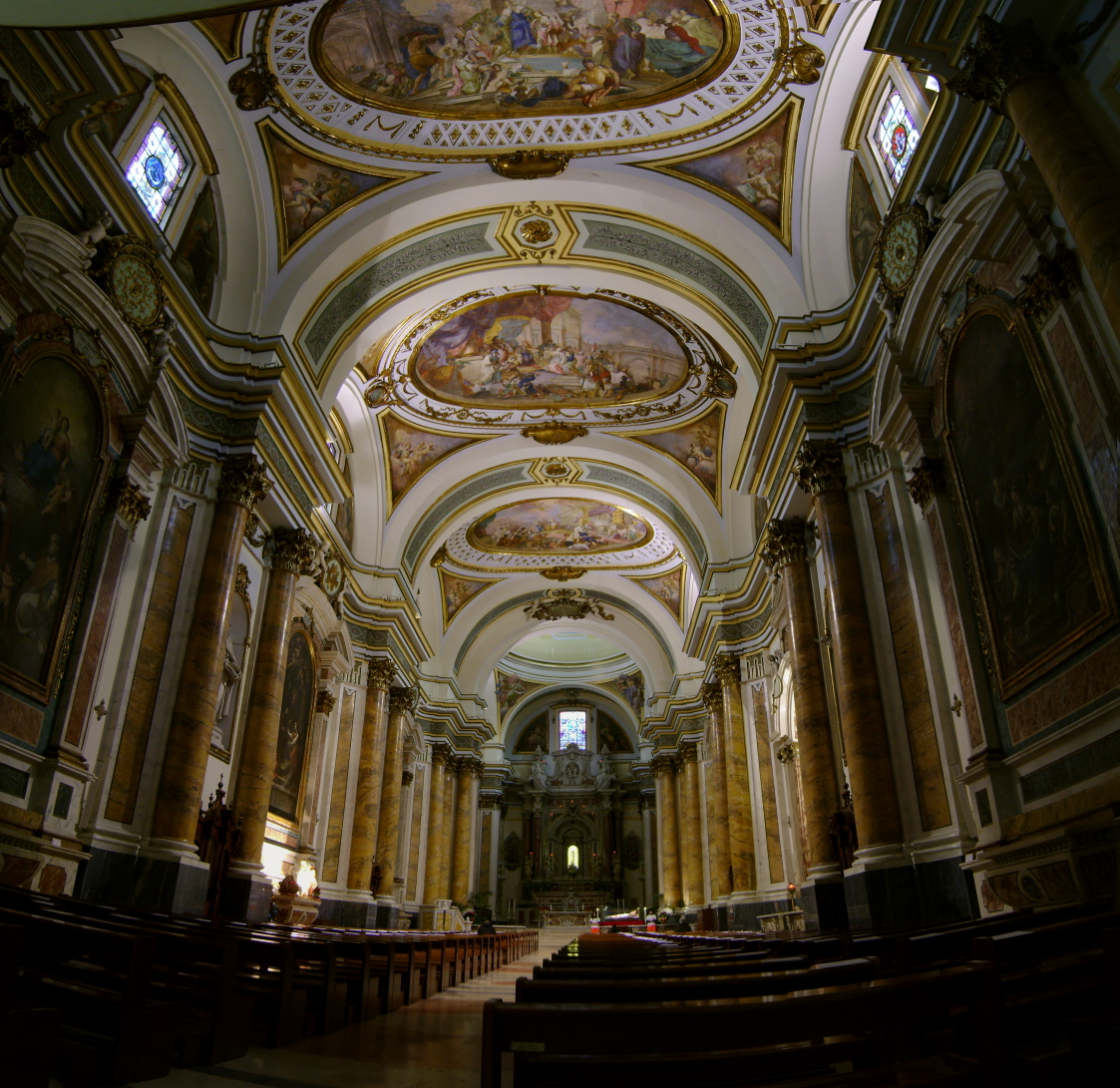
内部

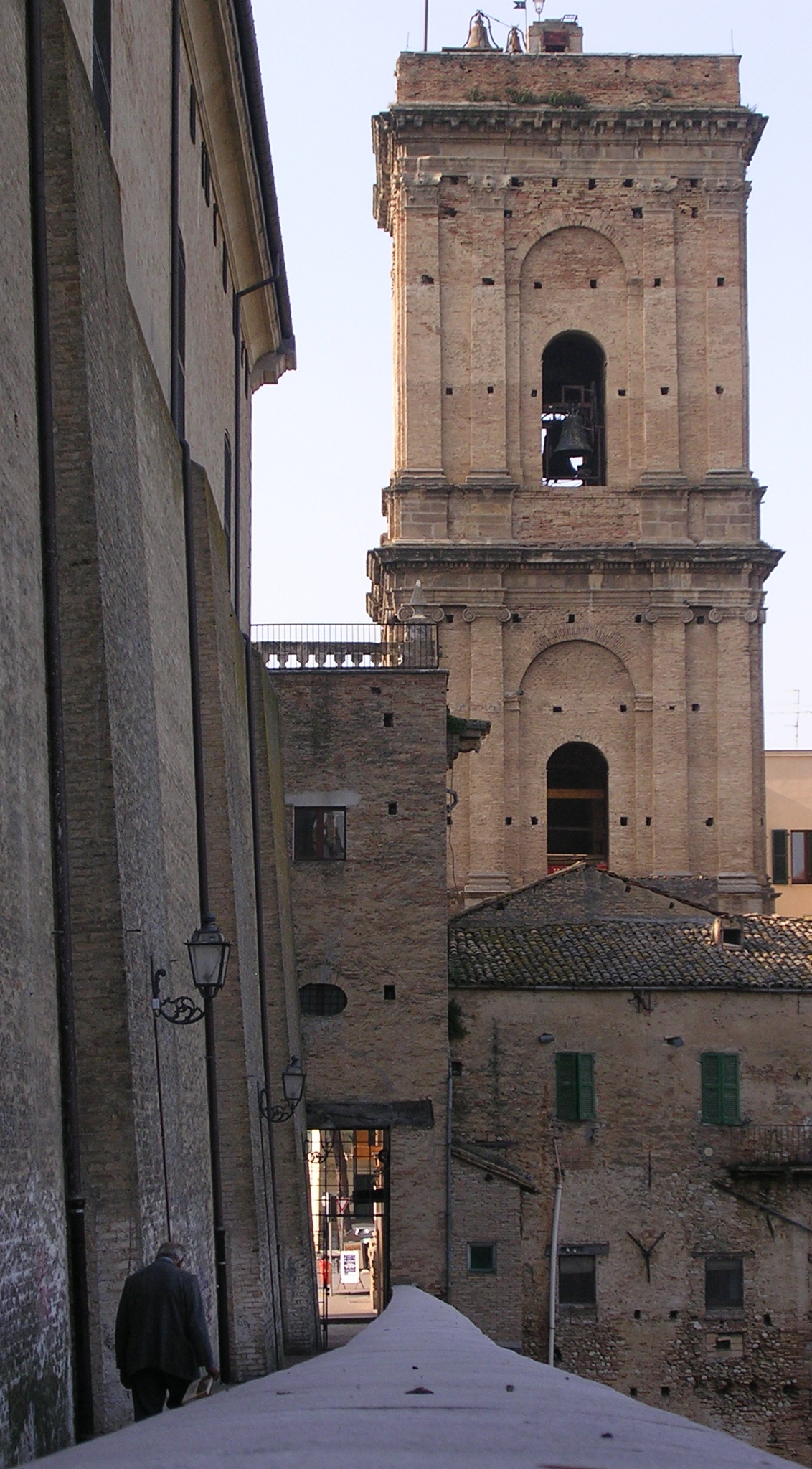